# Campeonato da Europa de Atletismo de 2022 - 5000 m feminino
A prova dos 5000 metros feminino do Campeonato da Europa de Atletismo de 2022 foi disputada no dia 18 de agosto de 2022, no Estádio Olímpico de Munique, em Munique na Alemanha. 

## Recordes
Antes desta competição, os recordes mundiais e do campeonato nesta prova eram os seguintes:
|                       | Nome             | Nacionalidade | Tempo      | Local    | Data                 |
| --------------------- | ---------------- | ------------- | ---------- | -------- | -------------------- |
| Recorde mundial       | Letesenbet Gidey | Etiópia       | 14m 06s 62 | Valência | 7 de outubro de 2020 |
| Recorde europeu       | Sifan Hassan     | Países Baixos | 14m 22s 12 | Londres  | 21 de julho de 2019  |
| Recorde do campeonato | Sifan Hassan     | Países Baixos | 14m 46s 12 | Berlim   | 12 de agosto de 2018 |

## Medalhistas
| Ouro                          | Prata             | Bronze                |
| Konstanze Klosterhalfen (GER) | Yasemin Can (TUR) | Eilish McColgan (GBR) |

## Cronograma
Todos os horários são locais (UTC+2).
| Data         | Hora  | Evento |
| ------------ | ----- | ------ |
| 18 de agosto | 21:42 | Final  |

## Resultado final
A final ocorreu no dia 18 de agosto às 21:42.
| Posição           | Atleta                    | Nacionalidade | Tempo    | Notas                |
| ----------------- | ------------------------- | ------------- | -------- | -------------------- |
| Medalha de ouro   | Konstanze Klosterhalfen   | Alemanha      | 14:50.47 |                      |
| Medalha de prata  | Yasemin Can               | Turquia       | 14:56.91 |                      |
| Medalha de bronze | Eilish McColgan           | Reino Unido   | 14:59.34 |                      |
| 4                 | Maureen Koster            | Países Baixos | 15:03.29 |                      |
| 5                 | Amy-Eloise Markovc        | Reino Unido   | 15:08.75 |                      |
| 6                 | Calli Thackery            | Reino Unido   | 15:08.79 |                      |
| 7                 | Nadia Battocletti         | Itália        | 15:10.90 | Recorde da temporada |
| 8                 | Selamawit Teferi          | Israel        | 15:14.36 | Recorde da temporada |
| 9                 | Viktória Wagner-Gyürkés   | Hungria       | 15:16.11 | Recorde pessoal      |
| 10                | Camilla Richardsson       | Finlândia     | 15:20.94 | Recorde pessoal      |
| 11                | Sara Benfares             | Alemanha      | 15:20.94 | Recorde pessoal      |
| 12                | Marta García              | Espanha       | 15:23.36 | Recorde pessoal      |
| 13                | Diane Van Es              | Países Baixos | 15:26.44 |                      |
| 14                | Roisin Flanagan           | Irlanda       | 15:33.72 |                      |
| 15                | Lisa Rooms                | Bélgica       | 15:50.59 |                      |
| 16                | Carla Gallardo            | Espanha       | 15:52.64 |                      |
| 17                | Cristina Ruiz             | Espanha       | 16:07.70 |                      |
| 18                | Ilona Mononen             | Finlândia     | 16:10.97 |                      |
| 19                | Manon Trapp               | França        | 16:15.44 |                      |
| 21                | Alina Reh                 | Alemanha      | DNF      | DNF                  |
| 21                | Karoline Bjerkeli Grøvdal | Noruega       | DNF      | DNF                  |
| 23                | Sarah Lahti               | Suécia        | DNS      | DNS                  |

Legenda
| Recorde mundial       | Recorde mundial (World record)               |                       | Recorde africano                      | Recorde africano (African) |                                           | Q | Classificado por posição (Qualified) |
| Recorde do campeonato | Recorde do campeonato (Championship record)  | Recorde da América    | Recorde da América (Americas)         | q                          | Classificado por melhor tempo (Qualified) |   |                                      |
| Melhor marca do ano   | Melhor marca do ano (World leading)          | Recorde asiático      | Recorde asiático (Asian)              | DNS                        | Não largou (Did not start)                |   |                                      |
| Recorde nacional      | Recorde nacional (National record)           | Recorde europeu       | Recorde europeu (European)            | DNF                        | Não terminou (Did not finish)             |   |                                      |
| Recorde pessoal       | Recorde pessoal do atleta (Personal best)    | Recorde da Oceania    | Recorde da Oceania (Oceania)          | DSQ / DQ                   | Desclassificado (Disqualified)            |   |                                      |
| Recorde da temporada  | Recorde da temporada do atleta (Season best) | Recorde sul-americano | Recorde sul-americano (South America) | NM                         | Sem marca (No mark)                       |   |                                      |